# Cavidad óptica
Una cavidad óptica o resonador óptico es un dispositivo en el que algunos rayos luminosos son susceptibles de permanecer confinados gracias a espejos sobre los que se reflejan. Estas cavidades son indispensables en los láseres para que su luz pase varias veces por su medio amplificador. A veces se utilizan en los interferómetros y en osciladores ópticos paramétricos.

## Tipos de cavidad

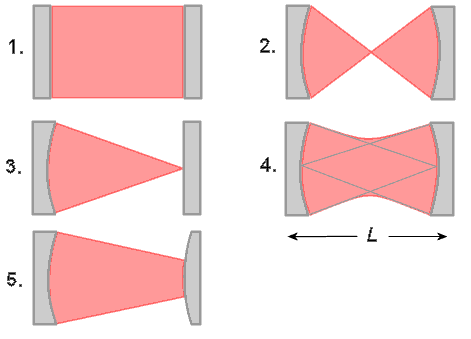
Diferentes cavidades con dos espejos
1. plana.
2. concéntrica.
3. hemisférica.
4. confocal.
5. cóncavo-convexa.

La forma más fácil de realizar una cavidad óptica consiste en colocar dos espejos planos o esféricos frente a frente y separados por una distancia L. Encontrado esta configuración en el interferómetro de Fabry-Perot, y en muchos láseres pequeños. A pesar de su simplicidad, esta disposición no se puede usar en un equipo grande, debido a la dificultad de la alineación: los espejos deben ser paralelos aproximadamente en unos segundos de arco de manera que la luz no se escape demasiado rápido. Este problema es más fácil de resolver cuando la cavidad es pequeña. Se encuentran también en las microcavidades ópticas y en los láseres de semiconductores.
Con dos espejos esféricos de radios de curvatura R1  y R2, pueden ser realizadas muchas configuraciones de las cavidades. Si ambos espejos tienen el mismo centro (R1 + R2  = L), se forma una cavidad  concéntrica. Mediante la sustitución de uno de los dos espejos por un espejo plano se obtiene una cavidad semiesférica.
Una configuración importante y que se utiliza a menudo es la cavidad confocal, donde los dos espejos son idénticos y cuyo radio de curvatura coincide con la longitud de la cavidad (R 1  = R2  =L). Este tipo de cavidad puede producir haces lo más finos posible.
También hay cavidades cóncavo-convexas que consisten en dos espejos esféricos: uno cóncavo y otro convexo. Esto permite no focalizar demasiado el haz, lo que a veces es importante en los láseres de alta potencia a fin de no destruir el medio amplificador.

## Modos de resonancia
La luz reflejada varias veces por los espejos puede interferir con ella misma. De ello se deduce que sólo algunas longitudes de onda, y sus ondas asociadas, pueden estar presentes en la cavidad. Estas ondas se denominan modos de resonancia. Dependen de la forma de la cavidad.
Se definen dos tipos de modos: los modos longitudinales, que difieren en su longitud de onda, y los modos transversales que difieren, además, en su forma. En el caso general se puede observar una superposición de estos modos.
También hay cavidades en las que todas las longitudes de onda son posibles. En este caso no se definen modos de resonancia.

## Estabilidad

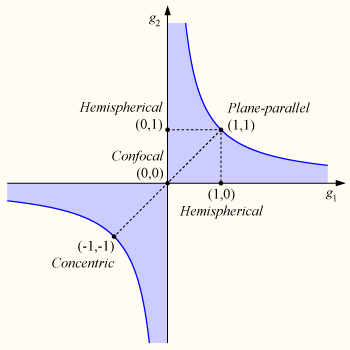
Diagrama de estabilidad de la cavidad óptica. Por Bob Mellish, 2005.

Una cavidad constituida por dos espejos solamente puede encerrar la luz en ciertas posiciones de los espejos. En ese caso, se dice que la cavidad es estable. Si es inestable, un rayo presente en la cavidad saldrá de ella tras algunas reflexiones en los espejos, y se perderá. Es posible calcular la condición de estabilidad de tales cavidades:
{\displaystyle 0<\left(1-{\frac {L}{R_{1}}}\right)\left(1-{\frac {L}{R_{2}}}\right)<1}.
Las cavidades que cumplen este criterio son estables.

## Las cavidades en la práctica
Si una cavidad óptica no está vacía (una cavidad láser, por ejemplo, contiene un medio amplificador), el valor de L utilizado no es la verdadera distancia entre los espejos, sino la longitud efectiva de la cavidad obtenida con la óptica matricial (que no debe confundirse con el camino óptico). Del mismo modo, las lentes presentes en la cavidad así como los efectos de la falta de homogeneidad de los medios amplificadores modifican los modos de resonancia y la estabilidad.
Las cavidades utilizadas en los láseres pueden contener más de dos espejos, así como otros elementos que permiten modificar el haz, tales como moduladores acusto-ópticos, filtros espaciales, fibras ópticas, prismas y redes ópticas.
La configuración elegida debe tener en cuenta, igualmente, las aberraciones ópticas y las reflexiones del ángulo de Brewster.